# Proprioseiopsis circulus
Proprioseiopsis circulus är en spindeldjursart som beskrevs av James P. Tuttle och Muma 1973. Proprioseiopsis circulus ingår i släktet Proprioseiopsis och familjen Phytoseiidae. Inga underarter finns listade i Catalogue of Life.